# 瓦塔羅阿河

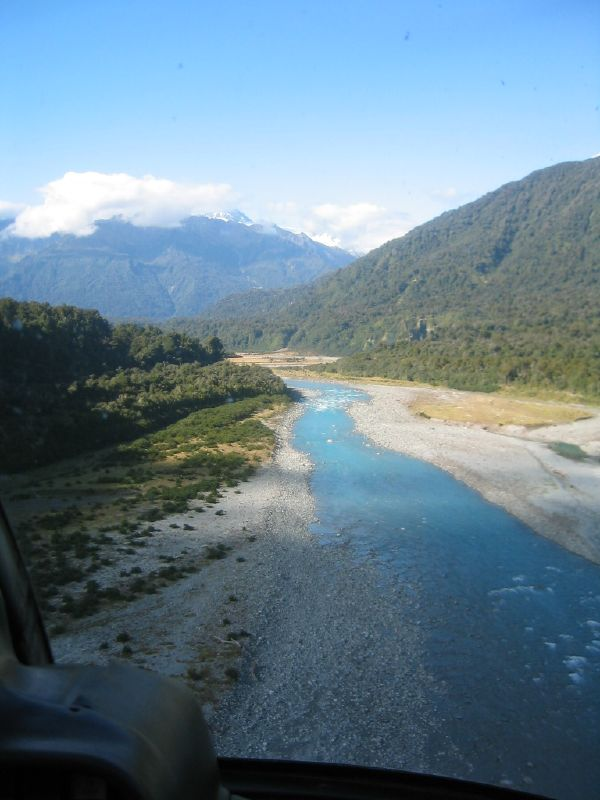
瓦塔羅阿河

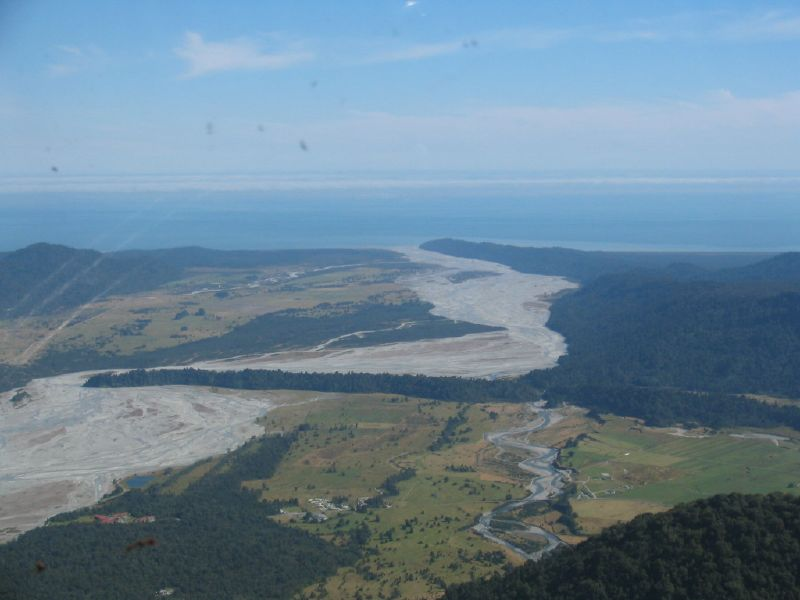
流入塔斯曼海的瓦塔羅阿河。

瓦塔羅阿河（英語：Whataroa River）是一條位於紐西蘭南島西岸大區南部的河流，它的源頭位於南阿爾卑斯山脈，蜿蜒流向西及西北方，途經瓦塔羅阿鎮東側，在Abut Head的正南注入塔斯曼海。伯斯河是它眾多支流之一，而瓦塔羅阿鎮與Te Taho農業小區一段的6號國道橫跨其上。
河上有激浪漂流的探險旅遊活動，但要到漂流上游便要徒步或乘坐直昇機。
43°07′S 170°15′E / 43.117°S 170.250°E